# Бегун, Иосиф Зиселевич
Иосиф Зиселевич Бегун (род. 9 июля 1932, Москва) — советский диссидент, отказник, узник Сиона, борец за права советских евреев, политзаключённый, кандидат технических наук. После эмиграции в Израиль — издатель, основатель и главный редактор издательства «Даат» («Знание»), главный редактор журнала «Новый век».

## Детство и юность
Иосиф Бегун родился в Москве, в еврейской рабочей семье, незадолго до его рождения переехавшей в Москву из Минска. Отец — разнорабочий, мать — инструментальщица на заводе ЗИС. Окончил семилетку, после которой поступил в техникум, получив специальность техник-самолётостроитель. Работал в конструкторском бюро по проектированию вертолётов, параллельно учился на заочном факультете радиотехники в МЭИ. До 1969 года работал в должности старшего научного сотрудника в одном из НИИ, стал кандидатом технических наук.

## Общественная и правозащитная деятельность
С детства сталкивался с проявлениями бытового антисемитизма, в юности при устройстве на работу — с антисемитизмом государственным. С середины 1960-х годов активно интересовался еврейской культурой, изучал (а впоследствии и преподавал) иврит в ульпанах. Особенно остро ощутил своё еврейство после событий Шестидневной войны С 1969 года покинул секретный НИИ А-1937, работал преподавателем математики в сельскохозяйственном институте[уточнить]. В 1971 году подал документы для выезда в Израиль, разрешения не получил и стал отказником.
Примерно с 1970 по 1988 годы Иосиф Бегун занимался правозащитной деятельностью, преимущественно направленной на легализацию еврейской культуры в СССР, преподавания иврита, поддержку советских евреев, которым государство отказывало в праве выезда за рубеж. Бегун участвует в самиздате, организует подписание коллективных писем, распространяет еврейскую литературу, борется с принятым в советских СМИ огульным очернительством Государства Израиль и сионизма в целом.
Неоднократно арестовывался, много лет провёл в тюрьмах, лагерях, на поселении.
Получил известность на Западе как борец за права евреев СССР. Фигурирует в документальном фильме «Josef Begun — Human Rights Limited», снятом в 80-е годы. Также предстаёт как один из антисоветчиков «агентов империализма» в советском пропагандистском фильме «Заговор против страны Советов», показанном по ЦТ в 1985 году.
В годы Перестройки сумел (до эмиграции в 1988) открыть первую публичную еврейскую библиотеку, еврейский музей, провести акции памяти жертв Холокоста.

## Аресты, тюрьмы, лагеря, ссылки
Впервые арестован (в превентивных целях) в мае 1972 года во время приезда в СССР президента США Никсона. Просидел 10 дней в Коломенской тюрьме.
В декабре 1976 года был превентивно задержан как участник симпозиума по вопросу о состоянии еврейской культуры в СССР.
После попытки встречи с консулом США в марте 1977 года был арестован, обвинён в тунеядстве (на суде пытался доказать, что преподавание иврита является трудовой деятельностью) и 1 июля осуждён на два года ссылки. Сослан был на прииск Буркандья Магаданской области. В январе 1978 года вернулся в Москву, где ему отказали в прописке, и вынужден был жить в г. Александров.
17 мая 1978 года был арестован у здания Московского городского суда, где судили председателя Московской Хельсинкской группы физика Юрия Орлова. За «нарушение паспортного режима» (освободившимся политзаключённым не разрешали жить в городах союзного значения) 28 июня был вновь осуждён и сослан в Магаданскую область, на этот раз на три года. Ссылку отбывал в посёлке Сусуман, работал электромонтёром. Написал в ссылке ряд статей, переданных на Большую землю и опубликованных в самиздате. В августе 1980 года был освобождён и отправлен «за 101-й километр», в пос. Струнино Владимирской области.
6 ноября 1982 года снова арестован по обвинению в антисоветской агитации и пропаганде. Следствие длилось более года (в течение этого времени Бегун находился в печально знаменитом Владимирском централе). Приговор — 7 лет лагерей и 5 лет поселения. В феврале 1984 года переведён в Пермскую область, где отбывал срок в колониях ВС-389/35, ВС-389/36 и ВС-389/37. Далее «за нарушение режима» переведён в мае 1985 года в Чистопольскую тюрьму сроком на три года. Но в это время уже началась Перестройка, и в феврале 1987 года Иосиф Бегун под давлением советской и мировой общественности был досрочно освобождён (по помилованию) и вернулся в Москву.

## После эмиграции
Иосиф Зиселевич Бегун с семьёй вылетел в Израиль через Бухарест 18 января 1988 года. В мае 1988 года его чествовал в Белом доме президент США Рональд Рейган.
Иосиф Бегун живёт и работает в Иерусалиме, занимается издательской деятельностью. Он основатель и главный редактор издательства «Даат» («Знание»), с 2000 года главный редактор русско-еврейского журнала «Новый век».
В 1992 году полностью реабилитирован в России, а в 2001 году Бегуну вернули и российское гражданство. Иосиф Бегун периодически приезжает в Россию и на Украину, выступает с лекциями, участвует в работе конференций по еврейской культуре и правам человека.
В декабре 2007 года на фестивале документальных фильмов «Сталкер», посвящённом правам человека, демонстрировался и получил специальный приз фильм Якова Назарова «В борьбе обретёшь ты право своё», рассказывающий о жизни и борьбе Иосифа Бегуна.
В 2008 году вышел документальный фильм Лауры Бьялис «Отказник» («Refusenik»), в котором рассказывается в том числе и о жизни Иосифа Бегуна в СССР.
В 2018 году опубликованы мемуары Иосифа Бегуна «Скрепляя связь времен… Из воспоминаний активиста еврейского движения в СССР (1960—1980-е годы)».

## Награды
- 2015 год — Премия Федерации еврейских общин России «Скрипач на крыше».